# Scott Lawrence

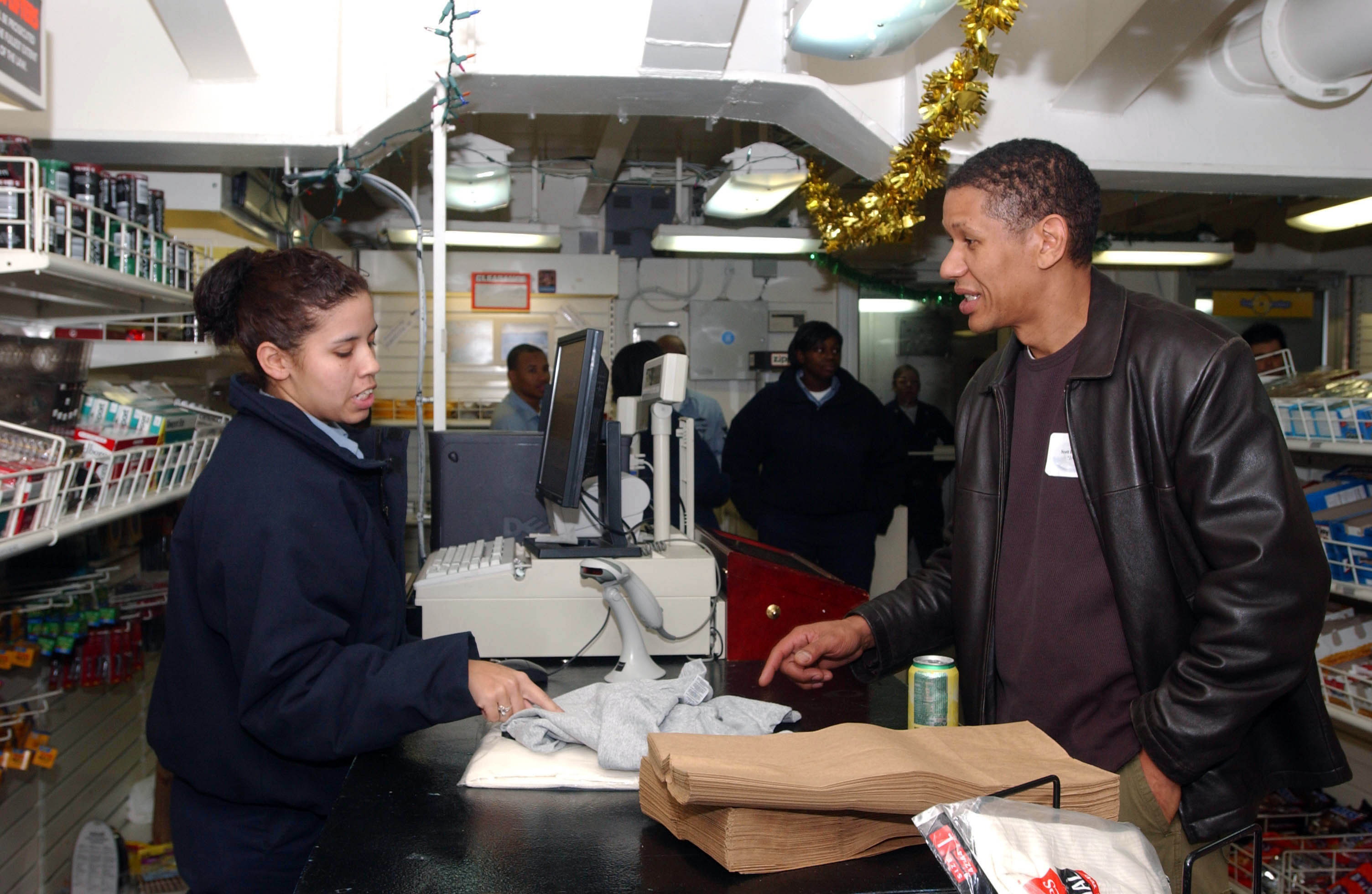
Scott Lawrence (rechts, 2004)

Scott Lawrence (* 27. September 1963 in Los Angeles, USA) ist ein US-amerikanischer Schauspieler und Synchronsprecher für Computerspiele.

## Leben und Karriere
Scott Lawrence studierte Elektrotechnik an der USC, bevor er durch den Besuch eines Schauspielkurses eines Freundes im darauffolgenden Semester in ein Theaterprogramm wechselte und sich endgültig für die Schauspielerei entschied.
Er begann seine Schauspielkarriere Ende der 1980er Jahre mit kleineren Rollen im Fernsehen und Film. Lawrence wichtigste tragende Rolle war die des Commander Sturgis Turner von der 7. bis zur 10. Staffel der Fernsehserie JAG – Im Auftrag der Ehre. In dieser Rolle trat er auch in der 14. Episode der dritten Staffel der Comedyserie Yes, Dear als Gast auf. Außerdem synchronisierte er Darth Vader in den englischsprachigen Versionen mehrerer Star-Wars-Videospiele, u. a. Star Wars: TIE Fighter, Star Wars: Dark Forces, Star Wars: Episode III – Die Rache der Sith und Star Wars: Empire at War.

## Filmografie (Auswahl)
- 1996: Law & Order (Fernsehserie, Folge 6x14)
- 2001: Star Trek: Raumschiff Voyager (Star Trek: Voyager, Fernsehserie, 1 Folge)
- 2001–2005: JAG – Im Auftrag der Ehre (JAG, Fernsehserie)
- 2006: Bones – Die Knochenjägerin (Bones, Fernsehserie, 1 Folge)
- 2008: Cloverfield
- 2009: The Mentalist (Fernsehserie, 1 Folge)
- 2009: Avatar – Aufbruch nach Pandora (Avatar)
- 2010: The Social Network
- 2011, 2023: Navy CIS (Fernsehserie, 2 Folgen)
- 2011: Criminal Minds: Team Red (Criminal Minds: Suspect Behavior, Fernsehserie, 1 Folge)
- 2011: Desperate Housewives (Fernsehserie, 1 Folge)
- 2011: American Horror Story (Fernsehserie, 1 Folge)
- 2013: Seelen (The Host)
- 2013: Star Trek Into Darkness
- 2014: Storm Hunters (Into the Storm)
- 2015: Fear the Walking Dead (Fernsehserie, 2 Folgen)
- 2015: Equals – Euch gehört die Zukunft (Equals)
- 2017: Legion (Fernsehserie, Folgen 1x02–1x04)
- 2017–2019: Mr. Mercedes (Fernsehserie)
- 2018–2020: Star Wars Resistance (Stimme)
- 2019: Unbelievable (Fernsehserie, 5 Folgen)
- 2019: Stuber – 5 Sterne Undercover (Stuber)
- 2022: Navy CIS: Hawaiʻi (Fernsehserie, Folge 1x11)
- 2024: John Sugar (Sugar, Miniserie)

## Synchronisationen
- Darth Vader
  - 1994: Star Wars: TIE Fighter
  - 1995: Star Wars: Dark Forces
  - 1995: Star Wars: Rebel Assault II – The Hidden Empire
  - 2000: Star Wars: Force Commander
  - 2001: Star Wars: Galactic Battlegrounds
  - 2001: Star Wars: Rogue Squadron II – Rogue Leader
  - 2001: Star Wars: Super Bombad Racing
  - 2002: Star Wars: Racer Revenge
  - 2003: Star Wars: Rogue Squadron III – Rebel Strike
  - 2005: Star Wars: Battlefront II
  - 2005: Star Wars: Episode III – Die Rache der Sith (Star Wars Episode III: Revenge of the Sith)
  - 2006: Star Wars: Empire at War
  - 2019: Star Wars Jedi: Fallen Order
  - 2020: Star Wars: Squadrons
  - 2023: Star Wars Jedi: Survivor
- 2001: Star Trek: Away Team
- 2005: EverQuest II: Desert of Flames